# 夏新科技
夏新科技（全稱：夏新科技有限责任公司）是中国的科技公司，成立於1981年。
公司产品包括通讯产品（智能手机、公网对讲机），健康生活电器（空气净化器，车载净化器和新风系统）、智能设备（4G智能儿童手表，交互式电子白板），物联网模块（GPRS模块、LTE模块、LoRa模块、NB-IoT模块、蓝牙模块、WiFi模块）等。

## 历史
夏新科技有限责任公司的前身是1981年成立的厦新电子有限公司，是厦门市第一家中外合资企业。1997年5月，由厦新电子有限公司为主要发起人发起设立厦门厦新电子股份有限公司（夏新电子股份有限公司前身）。同年6月4日，厦新电子股票在上海证券交易所挂牌上市（2003年8月5日起更名为夏新电子）。公司总资产31.8亿元人民币，2002年实现销售收入45亿元人民币，净利润6亿元人民币。
截至2008年底，夏新电子已经连续两年亏损，拖欠货款、广告费和运费等费用涉及至少46件诉讼案，涉案金额近3000万元。也有报道称夏新电子已经面临“工厂全面停产、职工大部分离去、债主络绎不绝、管理层避不见客”的困境
2009年5月27日起，*ST夏新暂停上市。2009年12月20日，夏新业务成功重组，夏新科技有限责任公司正式成立。2011年8月29日，暂停上市27个月的*ST夏新撤销退市风险警示恢复上市，同时改名为“象屿股份”。这意味着厦门象屿股份重组夏新电子借壳上市，上市公司主营业务从手机变为大宗商品采购供应、综合物流服务、物流园区平台开发运营等。